# Neurotransmisor
Un neurotransmisor, neuromediador 

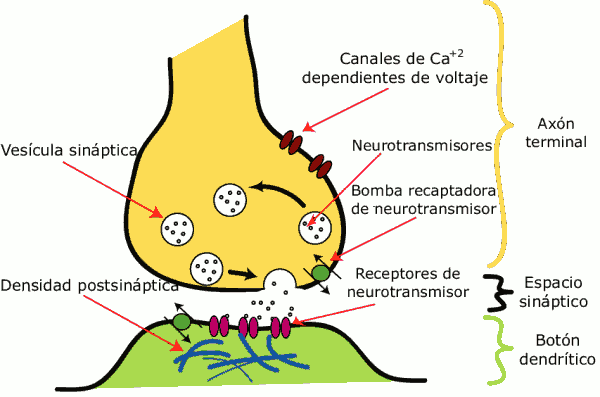
La sinapsis permite a las neuronas comunicarse entre sí, transformando una señal eléctrica en otra química.

o segundo mensajero es una biomolécula que permite la neurotransmisión, es decir, la transmisión de información desde una neurona (un tipo de célula del sistema nervioso) hacia otra neurona, hacia una célula muscular o hacia una glándula, mediante la sinapsis que las separa. El neurotransmisor se libera desde las vesículas sinápticas en la extremidad de la neurona presináptica, hacia la sinapsis, atraviesa el espacio sináptico y actúa sobre los receptores celulares específicos de la célula objetivo.

## Definición de neurotransmisor
Los neurotransmisores son biomoléculas que cumplen con los siguientes tres criterios básicos:
1. La sustancia debe estar presente en el interior de las neuronas. Una sustancia química no puede ser secretada desde una neurona presináptica a menos que esté presente allí.
2. Las enzimas que permiten la síntesis de la sustancia deben estar presentes en las neuronas del área donde dicho neurotransmisor se encuentra. Dado que se necesitan vías bioquímicas complejas para producir neurotransmisores, la demostración de que las enzimas y los precursores necesarios para sintetizar la sustancia están presentes en las neuronas presinápticas brinda pruebas adicionales de que la sustancia es utilizada como neurotransmisor.
3. El efecto del neurotransmisor debe reproducirse si la misma sustancia es aplicada exógenamente. Un neurotransmisor actúa sobre su célula objetivo (o «célula diana»), mediante la presencia en estos de receptores específicos para el neurotransmisor. El efecto debe ser idéntico (identidad de acción) al de la estimulación presináptica.[4]

### Diferencia entre neurotransmisor y hormona
Un neurotransmisor, al ser liberado, solo se comunica (mediante sinapsis) con una neurona inmediata; en cambio, una hormona es capaz de comunicarse con otra célula alejada de ella, sirviéndose para ello del torrente sanguíneo. Si bien algunos neurotransmisores suelen actuar como hormonas, a estos se los denomina neurohormonas.
En sentido estricto, según la definición de hormona de Roger Guillemin, un neurotransmisor sería una hormona (de secreción paracrina) liberada por las neuronas. Aunque debido a sus características específicas, el neurotransmisor a menudo es considerado una forma de comunicación celular distinto de las hormonas, la distinción entre uno y otro es difusa:

Una hormona es cualquier sustancia que liberada por una célula actúe sobre otra célula, tanto cercana como lejana, e independientemente de la singularidad o ubicuidad de su origen y sin tener en cuenta la vía utilizada para su transporte, sea circulación sanguínea, flujo axoplasmático o espacio intersticial.
1995.

## Procesos bioquímicos asociados a la neurotransmisión
- Síntesis del neurotransmisor por las neuronas presinápticas. Participan las células gliales. Según la naturaleza del neurotransmisor, este se puede sintetizar en el soma neuronal o en las terminaciones nerviosas. Algunos neurotransmisores se sintetizan directamente en las terminaciones nerviosas gracias a enzimas que se han sintetizado en el soma y se han transportado a estas terminaciones. A través del interior del axón fluye una corriente de sustancias libres o encerradas en vesículas, que pueden ser precursores tanto de los neurotransmisores o sus enzimas, llamada flujo axónico.

- Almacenamiento del neurotransmisor en vesículas de la terminación sináptica.
- Liberación del neurotransmisor por exocitosis, que es calciodependiente. Cuando llega un impulso nervioso a la neurona presináptica, esta abre los canales de calcio, entrando el ion en la neurona y liberándose el neurotransmisor en el espacio sináptico. El calcio además de iniciar la exocitosis, activa el traslado de las vesículas a los lugares de su liberación con la ayuda de proteínas de membrana plasmática y de la membrana vesicular. Cuando entra el calcio en la neurona, se activa una enzima llamada calmodulina que es una proteinquinasa, encargada de fosforilar a la sinapsina I, situada en la membrana de las vesículas y que las une a los filamentos de actina. Cuando la sinapsina I es fosforilada, las vesículas sinápticas se despegan de la actina y se movilizan hacia los sitios donde deban vaciarse. La fusión de la membrana vesicular con la membrana plasmática es un proceso complejo en el que intervienen varias proteínas como la sinaptobrevina, sinaptotagmina, rab-3 (de la membrana vesicular) sintaxina, SNAP-25, n-sec 1 (de la membrana plasmática) y factor sensible a la N-etilmaleimida (NSF) con actividad ATPasa. Este conjunto de proteínas, forman el complejo SNARE que forma un poro en la membrana plasmática y permite la fusión de ambas membranas y la salida de la sustancia como el contenido vesicular al espacio sináptico.

- Activación del receptor del neurotransmisor situado en la membrana plasmática de la neurona postsináptica. El receptor postsináptico es una estructura proteica que desencadena una respuesta. Los neurorreceptores pueden ser:

Receptores ionotrópicos: Producen una respuesta rápida al abrir o cerrar canales iónicos, que producen despolarizaciones, generando potenciales de acción, respuestas excitatorias, producen hiperpolarizaciones o respuestas inhibitorias. En el primer caso, actúan canales de cationes monoiónicos como los de sodio y potasio, mientras que en el segundo caso, son los canales de cloruro los que se activan.
Receptores metabotrópicos: Liberan mensajeros intracelulares, como AMP cíclico, calcio, y fosfolípidos por el mecanismo de transducción de señales. Estos segundos mensajeros activan proteínas quinasas, las cuales, fosforilan activando o desactivando canales al interior de la célula. En el caso de una despolarización, son los canales de potasio que se cierran, en caso de hiperpolarización, los mismos canales son abiertos produciendo el aumento de cationes intracelulares.
- Iniciación de las acciones del segundo mensajero.

- Inactivación del neurotransmisor, ya sea por degradación química o por reabsorción en las membranas. En el espacio sináptico, existen enzimas específicas que inactivan al neurotransmisor. Además, las neuronas presinápticas tienen receptores para el neurotransmisor que lo recaptan introduciéndolo y almacenándolo de nuevo en vesículas para su posterior vertido.

En el sistema nervioso existen dos superfamilas de receptores para los neurotransmisores, según el número de regiones trasmenbranarias que posean para recibir información. Existe una selectividad de una familia de receptores para un neurotransmisor único que solo es posible mediante la conexión a la membrana adecuada.
Esta dos familias son:
- La primera familia: Comparte el hecho de tener siete regiones trasmenbranarias, usar la proteína G para y hacer uso del segundo mensajero (véase «Receptor acoplado a proteína G»)

- La segunda familia: Comparte la hechura molecular común de cada miembro con cinco regiones trasmenbranarias y con varias versiones de cada receptor configuradas alrededor de un canal iónico.

Las drogas de acción cerebral actúan en alguna o algunas de estas etapa/s.

## Clasificación
Los neurotransmisores pueden ser agrupados en: neurotransmisores propiamente dichos, y en neuromoduladores. Estos últimos son sustancias que actúan de forma similar a los neurotransmisores; la diferencia radica en que no están limitados al espacio sináptico, sino que se difunden por el fluido extra neuronal, interviniendo directamente en la fase postsináptica de la neurotransmisión.
Teniendo en cuenta su composición química se pueden clasificar en:
- Colinérgicos: acetilcolina.
- Adrenérgicos: que se dividen a su vez en catecolaminas, ejemplo adrenalina o epinefrina, noradrenalina o norepinefrina y dopamina; e indolaminas serotonina, melatonina e histamina.
- Aminoacidérgicos: GABA, taurina, ergotioneina, glicina, beta alanina, glutamato y aspartato.
- Peptidérgicos: endorfina, encefalina, vasopresina, oxitocina, orexina, neuropéptido Y, sustancia P, dinorfina A, somatostatina, colecistoquinina, neurotensina, hormona luteinizante, gastrina y enteroglucagón.
- Radicales libres: óxido nítrico (NO), monóxido de carbono (CO), adenosin trifosfato (ATP) y ácido araquidónico.

### Funcionamiento de los neurotransmisores
La neurona que libera el neurotransmisor se le llama neurona presináptica. A la neurona receptora de la señal se le llama neurona postsináptica. Dependiendo del tipo de receptor, las neuronas postsinápticas son estimuladas (excitadas) o desestimuladas (inhibidas). Cada neurona se comunica con muchas otras al mismo tiempo. Puesto que una neurona puede enviar o no un estímulo, su comportamiento siempre se basa en el equilibrio de influencias que la excitan o la inhiben en un momento dado. Las neuronas son capaces de enviar estímulos varias veces por segundo. Cuando llega un impulso nervioso al extremo de los axones, se produce una descarga del neurotransmisor, en la hendidura sináptica, que es captado por los receptores específicos situados en la membrana de la célula postsináptica, lo que provoca en esta la despolarización, y en consecuencia, un impulso nervioso nuevo.

### Principales neurotransmisores
- Acetilcolina (AC). Se localizan en:
  -  neuronas motoras en médula espinal → unión neuromuscular
  - Proscencéfalo basal → numerosas áreas de la corteza
  - Interneuronas en el cuerpo estriado
  - Sistema nervioso autónomo → neuronas preganglionares del SNA simpático y parasimpático, y postganglionares del parasimpático.

- Dopamina. Se localizan en:
  - Sustancia negra → vía central del cuerpo estriado, sistema límbico y numerosas áreas de la corteza)
  - Núcleo arcuato del hipotálamo → hipófisis anterior a través de las venas portales

- Noradrenalina (NE). Se localizan en:
  - Locus coeruleus de la protuberancia → sistema límbico, hipotálamo, corteza
  - Bulbo raquídeo → locus coeruleus, médula espinal
  - Neuronas posganglionares del sistema nervioso simpático

- Serotonina. Se localizan en:
  - Núcleos del rafe protuberancial → múltiples proyecciones
  - Bulbo raquídeo/Protuberancia → asta dorsal o posterior de la médula espinal

- Ácido γ-aminobutírico (GABA). Se localizan en:
  - Principal neurotransmisor inhibidor del cerebro; interneuronas corticales muy extendidas y vías de proyecciones largas.

- Glicina. Se localizan en:
  - Principal neurotransmisor inhibidor de la médula espinal

- Glutamato. Se localizan en:
  - Principal neurotransmisor excitador; localizado por todo el SNC, incluso en células piramidales corticales.